# Kernite
La kernite, est une espèce minérale composée d'hydrotétraborate de sodium hydraté, cristallisant dans le système cristallin monoclinique de formule brute Na2B4O6(OH)2·3 H2O. Les minéralogistes écrivent encore ce corps minéral sous la forme d'un composé chimique basique Na2B4O7·4 H2O ou encore 2 Na(OH). H2B4O6.3 H20. Ce minéral hydrotétraborate, assez rare, se trouve dans des roches de même dénomination en veines, en masses irrégulières, voire en grands cristaux enfouis dans des boues desséchées des lacs boratés.
Cette espèce peut donner des cristaux souvent larges de 0,4 m à 0,9 m, et exceptionnellement des masses clivables de plus de 2 m, le record atteignant 3,5 m.

## Historique de la description et appellations

### Inventeur et étymologie
- Décrit en 1927 par le minéralogiste américain Waldemar Théodore Shaller (1882 - 1967) à partir d'échantillon de Rich Station, dépôt boraté de Kramer, à Boron. Le nom de la localité communautaire de Kern, dans le comté homonyme où se trouve le gisement de Boron, en constitue la racine dénominative.

### Topotype
GisementBoron, dans le comté de Kern, en Californie, États-Unis
ÉchantillonsUniversité Harvard, Cambridge, Massachusetts, no 88508
National Museum of Natural History, Washington, D.C., États-Unis, no 95643.

### Synonymie
- rasorite (Palmer 1927) Dédiée à C.M. Rasor, ingénieur à la Pacific Coast Borax Company[4].

## Caractéristiques physico-chimiques

### Critères de détermination
- Réaction au chalumeau caractéristique et ne ressemble qu'à celle du borax, par contre sa dureté est supérieure à celle du borax
- la kernite en diffère également du borax par sa forme cristalline, son clivage esquilleux, et sa solubilité dans l'eau. Son goût permet de la distinguer de tout autre minéral.
- la kernite produit (par altération) une poudre blanche sur sa surface lors d'une exposition prolongée à l'air.

### Cristallochimie
Le plus grand monocristal connu pesant environ 3,75 tonnes était un bloc de 0,9 m² sur 2,44 m.
Dans le comté de Kern, il n'est pas rare de trouver des monocristaux aplatis de 1 m sur 2,5 m. 

### Cristallographie
- Paramètres de la maille conventionnelle : {\displaystyle a} = 7,016 Å, {\displaystyle b} = 9,152 Å, {\displaystyle c} = 15,678 Å ; Z = 4 ; V = 952,53 Å3
- Densité calculée = 2,02 g cm−3

### Propriétés physiques
Ce minéral incolore à blanc est classé de dureté 2,5 à 3 dans l'échelle de Mohs et sa densité est de 1,91.
La matière cristalline est flexible et élastique.

### Propriétés chimiques
La dissolution de la kernite dans l'eau chaude donne après recristallisation du borax.
La kernite est également légèrement soluble dans l'eau froide. Il faut conserver les échantillons en récipient hermétique.
La solution obtenue donne ensuite par évaporation de la tincalconite en poussière ou plaque opaque. Aussi les grands monocristaux prismatiques incolores et transparents de collection ne doivent surtout pas être humidifiés.
Chauffée à 100 °C, elle modifie sa structure de façon irréversible, devenant une variété de tincalconite.

## Gîtes et gisements
Il s'agit souvent d'un minéral secondaire, obtenu par effet de contact des intrusions ou par métamorphisme. Mais il peut être le fruit d'un dépôts évaporitiques en condition très chaude ou caniculaire.

### Gîtologie et minéraux associés
gîtologieLa kernite se rencontre dans les gisements évaporitiques des régions arides.
Minéraux associésborax, colémanite, hydroboracite, inyoïte, probertite, tincalconite, ulexite.

### Gisements producteurs de spécimens remarquables, mais aussi exploité industriellement
Le gisement de Boron dans le comté de Kern (Californie, États-Unis) resta pendant de nombreuses années la seule source connue pour ce minéral, mais il est maintenant exploité à Tincalayu en Argentine dans la province de Catamarca, au Chili, à Sallent en Espagne et en Turquie.

## Minerais
C'est un minerai de borax ou source d'oxydes de Bore dans l'industrie verrière (pyrex). Ce un minerai de bore contient environ 48 % de borates.
La composition en pourcentage massique du produit purifié correspond dans l'industrie verrière environ à 21,35 % de Na2O, 47,97 % de B2O3 et de 27,93 % de H20.